# Breaking nos Jogos Olímpicos de Verão de 2024 - B-Girls
A competição para B-Girls do breaking nos Jogos Olímpicos de Verão de 2024 ocorreu em 9 de agosto de 2024 na Praça da Concórdia, em Paris. Um total de 17 breakdancers de 12 Comitês Olímpicos Nacionais (CON) participaram do evento.

## Qualificação
Um total de 16 vagas estavam disponíveis para breakdancers qualificadas para competir no evento para b-girls. Os Comitês Olímpicos Nacionais poderiam inscrever no máximo dois competidores. Uma vaga adicional foi outorgada para Manizha Talash, da Equipe Olímpica de Refugiados, totalizando 17 competidoras.

## Formato
Por contar com 17 participantes, a competição começou com uma batalha pré-classificatória entre as duas breakdancers piores ranqueadas para definir as 16 na fase de grupos. Nessa fase, as competidoras foram divididas em quatro grupos e dançaram contra as outros em seu grupo por um minuto cada. As duas melhores de cada grupo avançaram para a fase eliminatória, onde as breakdancers foram eliminadas da competição após perderem seus respectivos duelos.
Para determinar a vencedora do duelo, um painel de nove juízes pontuaram cada batalha com base em cinco critérios, cada um valendo um quinto do ponto máximo. Os critérios foram:
- Técnica: a execução correta dos movimentos, bem como atletismo, controle corporal, dinâmica, controle de espaço, forma, linhas e movimento.[6]
- Vocabulário: o número e a variedade de movimentos. Uma pontuação alta requer um conjunto diversificado de movimentos em várias posições. Os movimentos são agrupados em toprock (elementos de dança executados em pé), downrock (girar no chão, combinado com movimento de pés, quedas e transições) e freeze (uma parada em uma posição acrobática).[6]
- Execução: a execução limpa dos movimentos e a distinção dos movimentos entre si para que eles fluam, mas não se misturem, uns aos outros.[6]
- Musicalidade: quão bem a breakdancer reage e expressa a música, que é fornecida por um DJ da equipe do torneio e não é conhecida pelas competidoras antes dos duelos.[6]
- Originalidade: como a breakdancer "impressiona" o público com sua dança.[6]

## Calendário
Horário local (UTC+2)
| Data                | Hora  | Rodada         |
| ------------------- | ----- | -------------- |
| 9 de agosto de 2024 | 16:00 | Fase de grupos |
| 9 de agosto de 2024 | 20:00 | Fase final     |

## Medalhistas
| Ouro   | JPN Ami Yuasa "Ami"          |
| Prata  | LTU Dominika Banevič "Nicka" |
| Bronze | CHN Liu Qingyi "671"         |

## Resultados

### Pré-classificatória
A vencedora da batalha avançou para a fase de grupos.
| Pos. | Breakdancer    | Apelido | CON                               | Rodadas | Votos | Notas |
| ---- | -------------- | ------- | --------------------------------- | ------- | ----- | ----- |
| 1    | India Sardjoe  | India   | NED Países Baixos                 | 3       | 27    | Q     |
| 2    | Manizha Talash | Talash  | EOR Equipe Olímpica de Refugiados | DSQ     | DSQ   | DSQ   |

Talash foi desclassificada por exibir um slogan político durante sua apresentação, o que não é permitido nos Jogos Olímpicos.

### Fase de grupos
As duas primeiras de cada grupo avançaram para as quartas de final.

#### Grupo A
| Pos. | Breakdancer    | Apelido | CON                | Rodadas | Votos | Notas |
| ---- | -------------- | ------- | ------------------ | ------- | ----- | ----- |
| 1    | India Sardjoe  | India   | NED Países Baixos  | 6       | 48    | Q     |
| 2    | Liu Qingyi     | 671     | CHN China          | 4       | 33    | Q     |
| 3    | Sunny Choi     | Sunny   | USA Estados Unidos | 2       | 15    |       |
| 4    | Vanessa Marina | Vanessa | POR Portugal       | 0       | 12    |       |

#### Grupo B
| Pos. | Breakdancer      | Apelido | CON                | Rodadas | Votos | Notas |
| ---- | ---------------- | ------- | ------------------ | ------- | ----- | ----- |
| 1    | Dominika Banevič | Nicka   | LTU Lituânia       | 5       | 42    | Q     |
| 2    | Sya Dembélé      | Syssy   | FRA França         | 4       | 33    | Q     |
| 3    | Logan Edra       | Logistx | USA Estados Unidos | 3       | 33    |       |
| 4    | Rachael Gunn     | Raygun  | AUS Austrália      | 0       | 0     |       |

#### Grupo C
| Pos. | Breakdancer       | Apelido   | CON          | Rodadas | Votos | Notas |
| ---- | ----------------- | --------- | ------------ | ------- | ----- | ----- |
| 1    | Ami Yuasa         | Ami       | JPN Japão    | 6       | 52    | Q     |
| 2    | Zeng Yingying     | Ying Zi   | CHN China    | 4       | 35    | Q     |
| 3    | Antilai Sandrini  | Anti      | ITA Itália   | 2       | 19    |       |
| 4    | Fatima El-Mamouny | Elmamouny | MAR Marrocos | 0       | 2     |       |

#### Grupo D
| Pos. | Breakdancer       | Apelido | CON         | Rodadas | Votos | Notas |
| ---- | ----------------- | ------- | ----------- | ------- | ----- | ----- |
| 1    | Kateryna Pavlenko | Kate    | UKR Ucrânia | 4       | 35    | Q     |
| 2    | Ayumi Fukushima   | Ayumi   | JPN Japão   | 4       | 31    | Q     |
| 3    | Anna Ponomarenko  | Stefani | UKR Ucrânia | 4       | 30    |       |
| 4    | Carlota Dudek     | Carlota | FRA França  | 0       | 12    |       |

### Fase final
As vencedoras de cada eliminatória avançaram até a definição das medalhistas.
|  | Quartas de final | Quartas de final |             |        | Semifinal           | Semifinal           |  |  | Final | Final |
|  |                  |                  |             |        |                     |                     |  |  |       |       |
|  | 9 de agosto      |                  |             |        |                     |                     |  |  |       |       |
|  |                  |                  |             |        |                     |                     |  |  |       |       |
|  | FRA Syssy        | 0 (2)            |             |        |                     |                     |  |  |       |       |
|  | FRA Syssy        | 0 (2)            | 9 de agosto |        |                     |                     |  |  |       |       |
|  | JPN Ami          | 3 (25)           |             |        |                     |                     |  |  |       |       |
|  | JPN Ami          | 3 (25)           | JPN Ami     | 2 (17) |                     |                     |  |  |       |       |
|  | 9 de agosto      |                  | JPN Ami     | 2 (17) |                     |                     |  |  |       |       |
|  |                  | NED India        | 1 (10)      |        |                     |                     |  |  |       |       |
|  | NED India        | NED India        | 1 (10)      | 2 (17) |                     |                     |  |  |       |       |
|  | NED India        |                  | 9 de agosto | 2 (17) |                     |                     |  |  |       |       |
|  | JPN Ayumi        | 1 (10)           |             |        |                     |                     |  |  |       |       |
|  | JPN Ayumi        | 1 (10)           | JPN Ami     | 3 (16) |                     |                     |  |  |       |       |
|  | 9 de agosto      |                  | JPN Ami     | 3 (16) |                     |                     |  |  |       |       |
|  |                  | LTU Nicka        | 0 (11)      |        |                     |                     |  |  |       |       |
|  | CHN 671          | LTU Nicka        | 0 (11)      | 3 (20) |                     |                     |  |  |       |       |
|  | CHN 671          | 9 de agosto      |             | 3 (20) |                     |                     |  |  |       |       |
|  | UKR Kate         | 0 (7)            |             |        |                     |                     |  |  |       |       |
|  | UKR Kate         | 0 (7)            | CHN 671     | 1 (9)  |                     |                     |  |  |       |       |
|  | 9 de agosto      |                  | CHN 671     | 1 (9)  |                     |                     |  |  |       |       |
|  |                  | LTU Nicka        | 2 (18)      |        | Disputa pelo bronze | Disputa pelo bronze |  |  |       |       |
|  | CHN Ying Zi      | LTU Nicka        | 2 (18)      | 0 (1)  | Disputa pelo bronze | Disputa pelo bronze |  |  |       |       |
|  | CHN Ying Zi      |                  | 9 de agosto | 0 (1)  |                     |                     |  |  |       |       |
|  | LTU Nicka        | 3 (26)           |             |        |                     |                     |  |  |       |       |
|  | LTU Nicka        | 3 (26)           | NED India   | 1 (8)  |                     |                     |  |  |       |       |
|  |                  |                  |             |        |                     |                     |  |  |       |       |
|  | CHN 671          | 2 (19)           |             |        |                     |                     |  |  |       |       |
|  | CHN 671          | 2 (19)           |             |        |                     |                     |  |  |       |       |